# Shenandoah (Virginie)
Pour les articles homonymes, voir Shenandoah.
Shenandoah est une municipalité américaine située dans le comté de Page en Virginie. Lors du recensement de 2010, sa population est de 2 373 habitants.

## Géographie
Shenandoah est située dans la vallée de Shenandoah entre les montagnes Blue Ridge et la crête Massanutten. Elle est arrosée par la branche sud de la rivière Shenandoah.
Selon le Bureau du recensement des États-Unis, la municipalité s'étend en 2010 sur une superficie de 2,26 milles carrés (5,85 km2) dont 0,09 mille carré (0,23 km2) d'étendues d'eau.

## Histoire
La ville est fondée en 1837 par Daniel et Henry Forrer. Le bureau de poste ouvert l'année suivante porte le nom de Shenandoah Iron Works, l'usine des frères Forrer.
En septembre 1870, la ville est en grande partie détruite par des inondations. Le nouveau propriétaire de la Shenandoah Iron Works William Milnes Jr. participe grandement à la reconstruction du bourg et obtient sa desserte par le chemin de fer en 1881,. L'essentiel du centre-ville actuel date de cette époque et est inscrit au Registre national des lieux historiques.
Le bureau de poste local est renommé Milnes en 1882. L'Assemblée générale de Virginie accorde le statut de municipalité à Milnes en 1884, puis renomme la ville Shenandoah City en 1890. Son nom est par la suite raccourci en Shenandoah.

## Personnalités liées à Shenandoah
- Virginia Dare Aderholdt (1910-1997), enseignante et cryptographe, y est née.